# 1981 en jeu vidéo
 (novembre 2018).
Si vous disposez d'ouvrages ou d'articles de référence ou si vous connaissez des sites web de qualité traitant du thème abordé ici, merci de compléter l'article en donnant les références utiles à sa vérifiabilité et en les liant à la section « Notes et références ».
Cet article présente les faits marquants de l'année 1981 concernant le jeu vidéo.

## Événements
- En novembre, le magazine de jeu vidéo britannique Computer and Video Games (C&VG) est lancé.
- La Game and Watch sort en Suède.
- Arnie Katz et Bill Kunkel fondent Electronic Games, le premier magazine sur le jeu vidéo généralement reconnu comme le début du journalisme vidéoludique.
- La société APF Electronics Inc. fait faillite
- Création de la société Softdisk

## Principales sorties de jeux
- Midway Manufacturing Company développent le jeu Gorf sur borne d'arcade ;
- Sega sort le jeu vidéo Frogger, qui a été développé par Konami ;
- Namco sort le jeu Galaga sur borne d'arcade ;
- Nelsonic sort le jeu électronique Space Attacker sur écran LCD ;
- Nintendo sort le jeu Donkey Kong sur borne d'arcade, développé par Shigeru Miyamoto signant la première apparition de Mario et de Donkey Kong ;
- Williams Electronics sort le jeu Stargate sur borne d'arcade, développé par Eugene Jarvis ;
- IBM et Microsoft introduisent DONKEY.BAS sur les IBM PC, qui peut être considéré comme le premier jeu compatible PC ;
- Ultima et Wizardry sortent, démarrant deux des séries de jeu de rôle sur ordinateur les plus populaires ;
- Mattel Electronics sort le jeu électronique Dungeons and Dragons à écran LCD, première exploitation en jeu vidéo de la licence Donjons et Dragons[1] ;
- Mattel Electronics sort le jeu PBA Bowling sur Intellivision, première production « maison » des Blue Sky Rangers de Mattel[2].

## Matériel
- Astrovision Inc. distribue la Bally Computer System après avoir acheté les droits à Bally et Midway ;
- Coleco Industries sort sa console Total Control 4 ;
- Commodore International sort l'ordinateur Commodore VIC-20 ;
- Sega fait une analyse de marché de la console SG-1000 au Japon ;
- Sinclair Research sort l'ordinateur ZX81, le premier ordinateur domestique au Royaume-Uni permettant de jouer. Peu de temps après, J.K. Greye Software sort 3D Monster Maze écrit par Malcolm Evans — le premier jeu vidéo fournissant un rendu en 3 dimensions en temps réel sans utiliser de matériel destiné à l'affichage vectoriel.